# Tsukasa Umesaki
Tsukasa Umesaki (Isahaya, Prefectura de Nagasaki, Japó, 23 de febrer de 1987) és un futbolista japonès.

## Selecció japonesa
Tsukasa Umesaki va disputar un partit amb la selecció japonesa.